# Trichospermum buruensis
Trichospermum buruensis är en malvaväxtart som beskrevs av Kostermans. Trichospermum buruensis ingår i släktet Trichospermum och familjen malvaväxter. Inga underarter finns listade i Catalogue of Life.